# اگنس تورناوئر
اگنس تورنوئر (متولد ۱۹۶۲) هنرمند معاصر فرانسوی-سوئیسی است.

## زندگی‌نامه
اگنس تورنوئر در سال ۱۹۶۲ در پاریس، فرانسه به دنیا آمد و در آنجا به زندگی و کار خود ادامه داد. او در مدرسه عالی ملی هنرهای تزئینی حضور یافت و در آنجا سینما و هنر ویدئویی خواند.

## کار قابل توجه

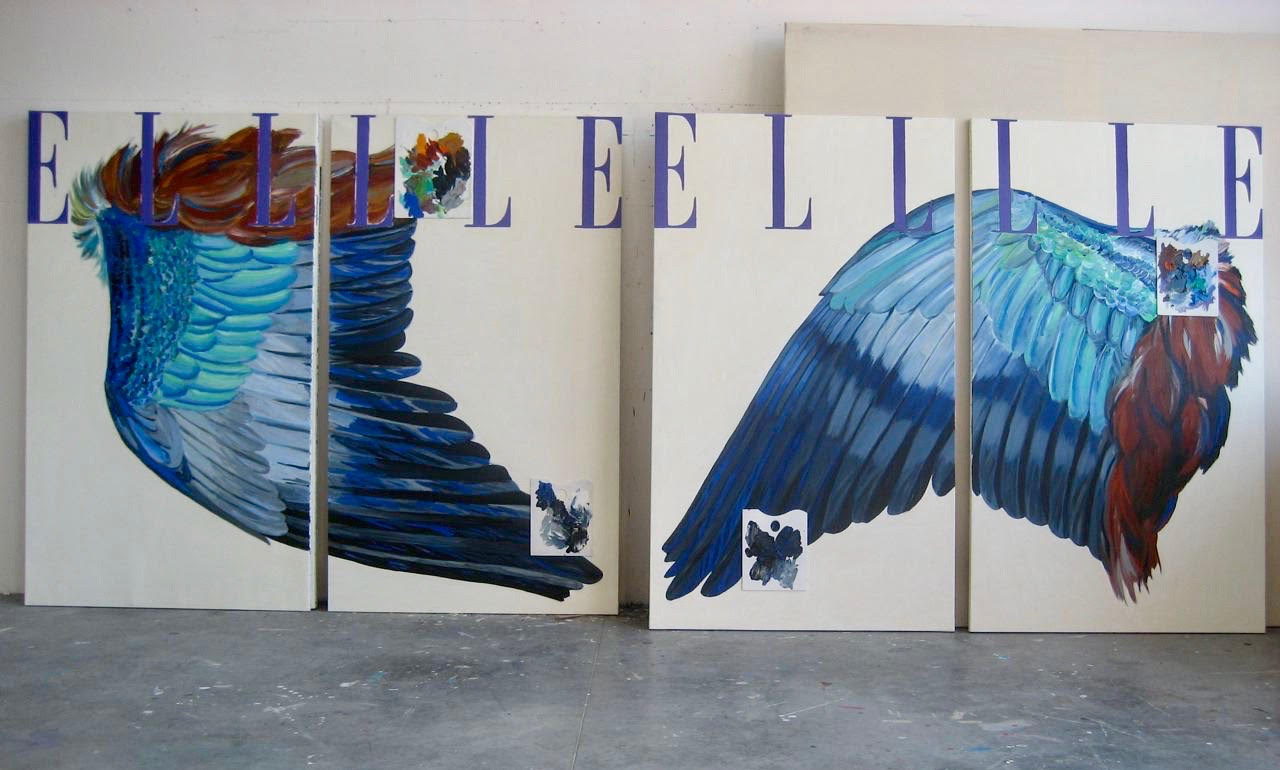
Grande Prédelle Rainbow Elbow (2008)

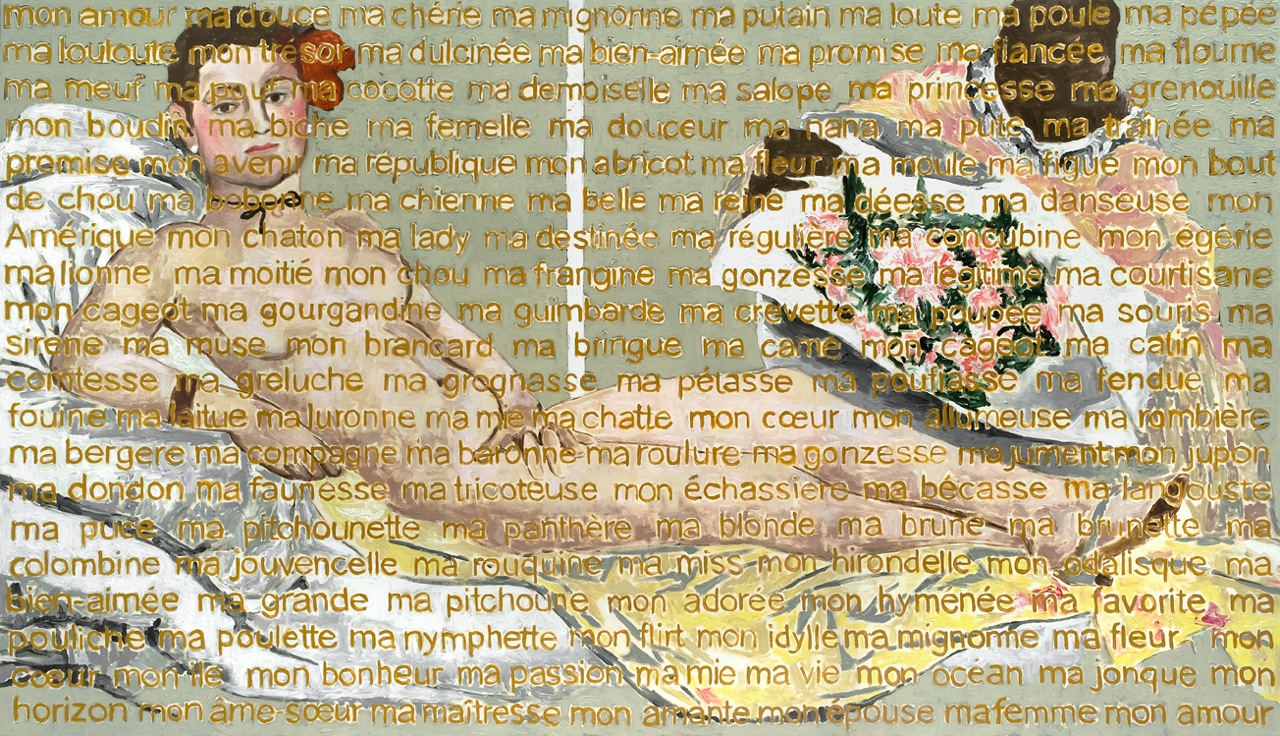
المپیا شماره ۲ (۲۰۱۲)

### بیگ بیگ و بنگ بنگ (۱۹۹۵–۱۹۹۶)
Big-Big et Bang-Bang مجموعه‌ای از نقاشی‌های اکریلیک انتزاعی با رنگ‌های ظریف روی بوم هستند که توسط تورنوئر بین سال‌های ۱۹۹۵ و ۱۹۹۶ خلق شده‌اند

### پرتره‌های عظمت طبیعت (۲۰۰۷–۲۰۰۹)
در سال ۲۰۰۷، تورنوئر برای اولین بار کار خود را با نام پرتره، عظمت طبیعت به نمایش گذاشت. این اثر که بازنمایی تحت اللفظی و مجازی زن در هنر را زیر سؤال می‌برد، او را به شهرتی دست نیافتنی به عنوان یک هنرمند سوق داد.

### پردلز (۲۰۰۷–۲۰۱۱)
در آغاز سال ۲۰۰۷، تورنائر مجموعه‌ای از آثار به نام Prédelle (اصطلاح فرانسوی برای predella) را تولید کرد.

### المپیا شماره ۲ (۲۰۱۲)
در سال ۲۰۱۳، تورنوئر توسط دانشگاه ییل برای شرکت در نمایشگاهی به مناسبت ۱۵۰ سالگرد دو اثر ادوارد مانه (المپیا و ناهار در چمنزار، ۱۸۶۳) دعوت شد. تورنوئر نقاشی المپیا شماره ۲ را ارائه کرد که دارای بازنمایی از المپیای مانه با شرایط متنی دوست داشتنی بر روی تصویر است. تورناوئر همچنین سخنران کنفرانس مرتبط بود.
شما (۲۰۱۲–۲۰۱۳)
در طی یک دوره دوماهه در سال ۲۰۱۵، کالج عیسی در دانشگاه کمبریج سه پرتره از فارغ التحصیلان مرد را در سالن غذاخوری رسمی با یک طرح سه‌گانه با مداد رنگی توسط تورنائر به نام تو جایگزین کرد. این پرتره‌های بزرگ زنان استخراج‌شده از نقاشی‌های مانه است: نواری در فولی‌برگر، راه‌آهن (نقاش ویکتورین لوئیز مورنت) و پرتره دیگری از مورنت. محور اصلی انتخاب تورنوئر از کار مانه به عنوان نقطه شروع، این تصور است که سوژه‌های زن او در مقابل مدل‌ها، خود نقاش بودند؛ بنابراین، به ناچار، توجه سوژه‌ها در نقاشی‌ها مربوط به همتایان حرفه‌ای مانه است که در حین کار به او نگاه می‌کنند. این اولین بار بود که آثار تورناور در بریتانیا به نمایش درآمد.

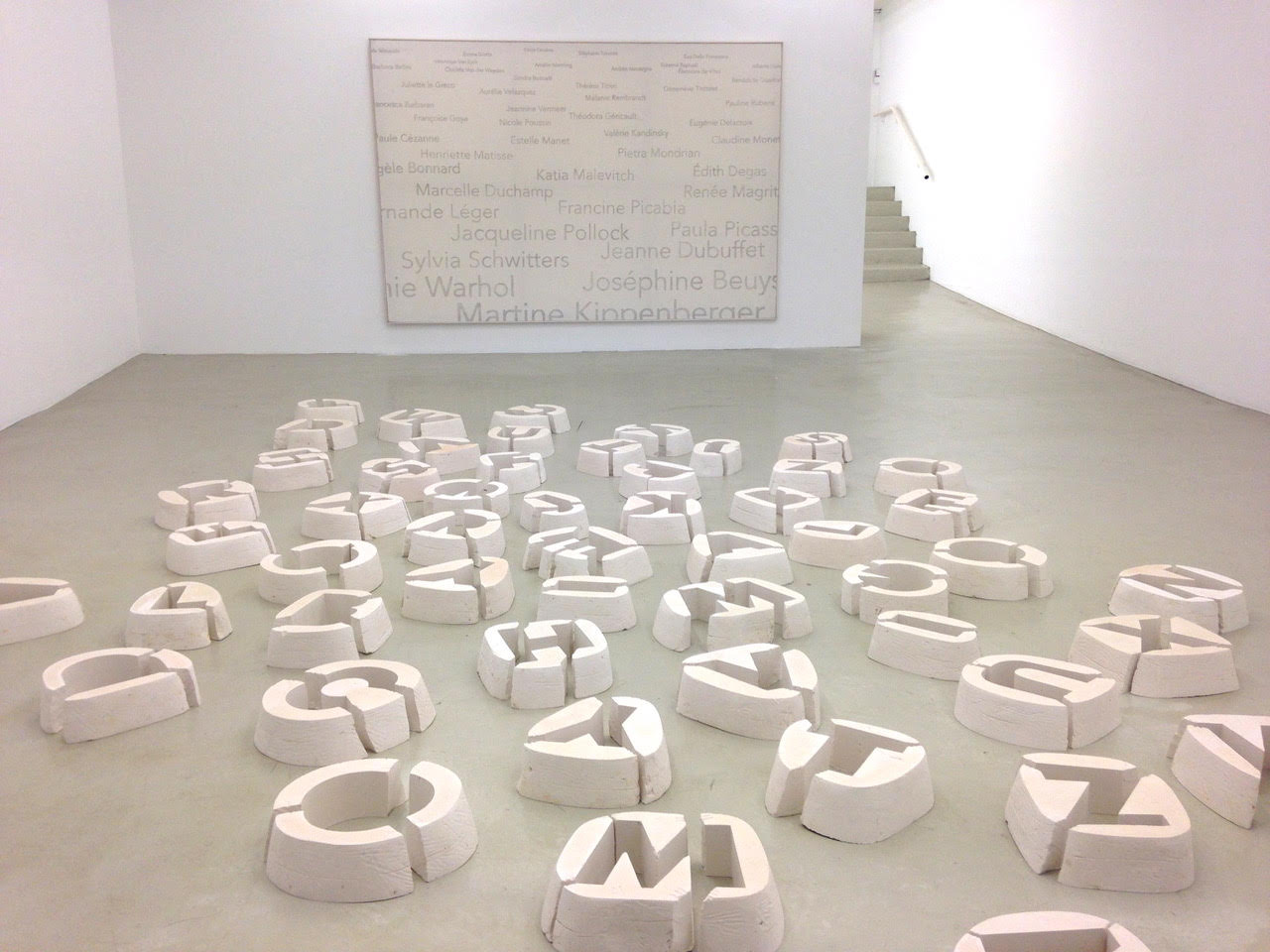
ماتریس/سل (۲۰۱۲)

## ماتریس/سل (۲۰۱۲)
کار ماتریس/سل شامل قالب‌هایی از حروف الفبای ساخته شده از رزین است. از طریق شخصیت‌هایی که از فضای منفی قالب‌ها خلق می‌شوند، این اثر قصد دارد نشان دهد که هنر یک مسئله تفسیر و زبان است، عناصری که دائماً تغییر می‌کنند.

## نقاشی به عنوان یک رسانه
تورنوئر همچنان به چالش کشیدن ارتباط رسانه نقاشی امروزی ادامه می‌دهد، چیزی که علیرغم سرمایه‌گذاری در روش‌های دیگر، اصلی‌ترین عنصر او باقی مانده‌است. برای تورنوئر، یک نقاشی صرفاً یک سطح غیرفعال برای نمایش یک تصویر نیست. بلکه وسیله ای برای یک تجربه فعال برای بیننده است. او اظهار داشته‌است که علاقه‌مند به کار با رنگ، یک شی معمولی و بی جان، به عنوان وسیله ای برای مقابله با بی انتهائی است.

## رابطه با زبان
تورنوئر مدت‌هاست که شیفته زبان بوده‌است، همان‌طور که مضمون تکراری بازی با کلمات، متن و نمادها در آثار او نشان می‌دهد. او به عنوان جانشین دور جنبش هنر و زبان در نظر گرفته شده‌است.
تورنوئر رسانه نقاشی را «محل سخنرانی» می‌داند. تفسیر او از این ایده فراتر از ظاهر فیزیکی متن در نقاشی‌ها است و بر مادی شدن خود اندیشه دلالت دارد. او در مجسمه‌اش، ٖ، از حروف ساخته‌شده از رزین استفاده می‌کند، نه صرفاً به‌عنوان ابزار تحت اللفظی، بلکه به‌عنوان جداکننده‌های فضایی که میان‌ها فضایی را تشکیل می‌دهند که می‌توان در آن گردش کرد.